# Laguna Santa Cruz
Laguna Santa Cruz är en ort i Mexiko.   Den ligger i kommunen San Mateo del Mar och delstaten Oaxaca, i den sydöstra delen av landet, 600 km sydost om huvudstaden Mexico City. Laguna Santa Cruz ligger 5 meter över havet och antalet invånare är 396.
Terrängen runt Laguna Santa Cruz är mycket platt.  Närmaste större samhälle är San Mateo del Mar, 2,3 km väster om Laguna Santa Cruz. 